# Calystegia silvatica
Šumski ladolež (lat. Calystegia silvatica) je zeljasta biljka iz familije slakova (Convolvulaceae). Ime roda potiče od dve grčke reči: kalyks (čaša) i stega (pokrivač). Pridev silvatica potiče iz latinskog jezika od reči silva (šuma), koja označava da je ovo šumska vrsta. 

## Opis
Šumski ladolež je višegodišnja medonosna biljka. Stabljika može narasti do 3 m, nije pokrivena dlakama i uglavnom se obavija oko drugih biljaka. Listovi su prosti, naizmenični i celi. Srcoliko strelastog su oblika, celog i valovitog ruba i goli su. Dužina im iznosi oko 5-18 cm, a širina oko 3,5-15 cm. Iz mlađih listova može curiti beli lateks lipidne prirode. Lisna drška može biti dužine od 3 cm do 11 cm, u retkim slučajevima dlakava. Cvetovi su dvopolni, pojedinačni, levkastog oblika, poprilično krupni i dužine do 8 cm. Poseduju cvetnu dršku, koja može biti dužine oko 8-20 cm, a ponekad i do 30 cm. Cvetni omotač im se sastoji od 5 čašiičnih i 5 kruničnih listića. Čašični listićisu zelene boje, jajasti do lancetasti i dugi oko 1,5-1,8 cm. Krunični listići poseduju veoma plitke i skor neprimetne režnjeve, bele su boje, a u retkim slučajevima su beli sa nijansama roze ili ljubičaste boje. Dugi su oko 5,2-8 cm, a široki oko 5,5-8 cm. Prašnika ima 5, dugi su 3 cm i poseduju filamente sa žlezdanim dlačicama. Plod je loptasta čaura dužine 1-1,5 cm. U jednoj čauri se nalazi 4 semena. Seme je trouglasto i jajasto, blago konkavno i sa zaobljenim ivicama. Glatko je, crne boje i prečnika oko 4-5 mm.
Cveta od juna do avgusta. 

## Rasprostranjenost i stanište
Autohtona je vrsta za srednju, zapadnu i južnua Evropu, odakle se smatra da je preneta u ostale delove sveta. Kao što joj ime i govori, ova biljka se najčešće može videti uz rubove šuma. Voli vlažna i slana područja, tako da je čest stanovnik obala reka i jezera, kao i rubova močvara. Takođe se nalazi uz žive ograde, kao i u vrtovima, gde predstavlja korov. 

## Podvrste
Poznate su 3 podvrste šumskog ladoleža:
- C. silvatica (Kit.) Griseb. ssp. disjuncta Brummitt
- C. silvatica (Kit.) Griseb. ssp. fraterniflora (Mackenzie & Bush) Brummitt [syn: C. fraterniflora (Mackenzie & Bush) Brummitt, C. sepium (L.) R. Br. var. fraterniflora (Mackenzie & Bush) Shinners, Convolvulus fraterniflorus (Mackenzie & Bush) Mackenzie & Bush, Convolvulus sepium L. var. fraterniflorus Mackenzie & Bush]
- C. silvatica (Kit.) Griseb. ssp. silvatica [4]

## Slične vrste
- Obični ladolež (Calystegia sepium) je veoma slična vrsta šumskom ladoležu. C. sepium poseduje manje cvetove i 2 brakteje koje se ne preklapaju;
- Convolvulus arvensis je na prvi pogled veoma slična biljka, ali poseduje manje cvetove, kao i manje brakteje i razgranarije stabljike. [5]

## Zanimljivosti
- U mnogim državama Amerike se smatra invazivnom vrstom;
- Može se naći među poljima špargle, gde predstavlja korov. Negativno delovanje se ogleda u tome što smanjuje njenu sposobnost skladištenja ugljenih hidrata za sledeću godinu, a aamim tim umanjuje prinos špargle za tekuću godinu. [4]